# Arthur Bird

Arthur H. Bird

Arthur Homer Bird (* 23. Juli 1856 in Belmont, Massachusetts; † 22. Dezember 1923 in Berlin) war ein amerikanischer Komponist, Organist und Pianist.

## Leben
Neben seiner schulischen Ausbildung erlernte Arthur Bird schon sehr früh das Klavier- und Orgelspiel von seinem Vater Horace und erhielt Geigenunterricht von seinem Onkel Joseph Bird. Erste öffentliche Musikauftritte hatte er seit 1871 als Kirchenorganist in den Kirchengemeinden im Umland von Boston. Mit 17 Jahren machte Arthur Bird seinen Schulabschluss an der Watertown-High School.
Im Jahre 1875 ging Bird nach Berlin und studierte dort am Königlichen Musik-Institut unter anderem bei Eduard Rohde, August Haupt und Albert Löschhorn. 1876 kehrte er nach Boston zurück und übernahm eine Stelle als Organist und Chorleiter an der St. Matthews Church in Halifax, Kanada. In dieser Zeit begann Arthur Bird erste Werke zu komponieren und gab Klavierunterricht am Young Ladies’ Seminary in Halifax und an der Mount St. Vincent Academy.
1881 setzte er seine studien in Komposition und Orchesterbearbeitung bei Heinrich Urban am Stern’schen Konservatorium in Berlin fort.
Die Sommer 1885 und 1886 verbrachte er beruflich und privat mit Franz Liszt in Weimar. In Franz Liszt fand Arthur Bird einen Freund und Förderer. Neben dem gemeinsamen Schachspiel widmeten sie sich dem vierhändigen Klavierspiel. In dieser Zeit entstand Arthur Birds Op.5 Carnival Scene for Piano 4-hands .
1888 heiratete er die wohlhabende Witwe Wilhelmine Waldmann, gemeinsam ließen sie sich 1897/98 in Berlin-Grunewald eine repräsentative Villa vom Architekten Arnold Hartmann erbauen. Auf Grund der sich ändernden wirtschaftlichen Lage im Deutschland der Vorkriegsjahre des Ersten Weltkrieges widmete sich Arthur Bird weniger der Komposition als mehr der redaktionellen Tätigkeit bei verschiedenen Internationalen Zeitungen. 1898 wurde er in die American Academy of Arts and Letters gewählt.
Arthur Bird komponierte mehr als 110 Werke, hauptsächlich zwischen 1882 und 1890. Er starb 1923 in Berlin.